# Pola magnetyczne
Pola magnetyczne, fr. Les champs magnétiques (występuje także pod błędnym tytułem Pole magnetyczne) – proza poetycka napisana przez André Bretona i Philippe'a Soupaulta w 1919 roku. Składa się z dwóch części: pierwsza to wiersz pt. Uczucia są bezinteresowne, druga – Bariery. Stanowi pierwszy utwór surrealistyczny; jest dialogiem.
Publikacja ta jest realizacją ważnego w surrealizmie założenia automatycznego zapisu.